# Đăk Kroong
Đăk Kroong là một xã thuộc huyện Đăk Glei, tỉnh Kon Tum, Việt Nam.
Xã Đăk Kroong có diện tích 86,66 km², dân số năm 2019 là 4.465 người, mật độ dân số đạt 52 người/km².